# Hippolyte Portevin
Pour les articles homonymes, voir Portevin.
Hippolyte Portevin, né à Reims (Marne) le 26 novembre 1854 et mort à Paris le 16 juillet 1935, est un architecte et ingénieur civil français.

## Biographie
Hippolyte Antoine Marie Portevin est né à Reims (Marne) le 26 novembre 1854. Il est le fils de Charles Victor Emile Barthélémy Portevin et d'Eugénie Elisabeth Alloend Bessand.
Il est un ancien élève de l'École Polytechnique (promotion 1872).
Dès 1880, il exerce la profession d'ingénieur-architecte.
Hippolyte Portevin occupe les fonctions d'Inspecteur Régional de l'Enseignement technique.
De 1896 à 1900, il est conseiller municipal de Reims.
Il était l'époux en premières noces de Léontine Marie Hortense Victoire Bouvart. Il était officier de la Légion d'honneur.
Il décède au 162 boulevard Berthier à Paris, le 16 juillet 1935.

## Réalisations
À Reims, parmi ses principaux ouvrages , on peut citer notamment :
- l'hôpital Maison-Blanche ;
- le lycée Franklin-Roosevelt ;
- les docks rémois ;
- les établissements des Comptoirs français (propriété d’Édouard Mignot)[3];
- le musée de la Reddition du 7 mai 1945[4].

Il réalise l’école pratique de commerce et d’industrie (EPCI) de Denain, dans le Nord, en 1907.

## Décorations
- Officier de la Légion d'honneur par arrêté ministériel du 23 octobre 1918[6].
- Chevalier de la Légion d'honneur par décret du 29 octobre 1889[6].

## Galerie

Ouvrages remarquables d'Hippolyte Portevin
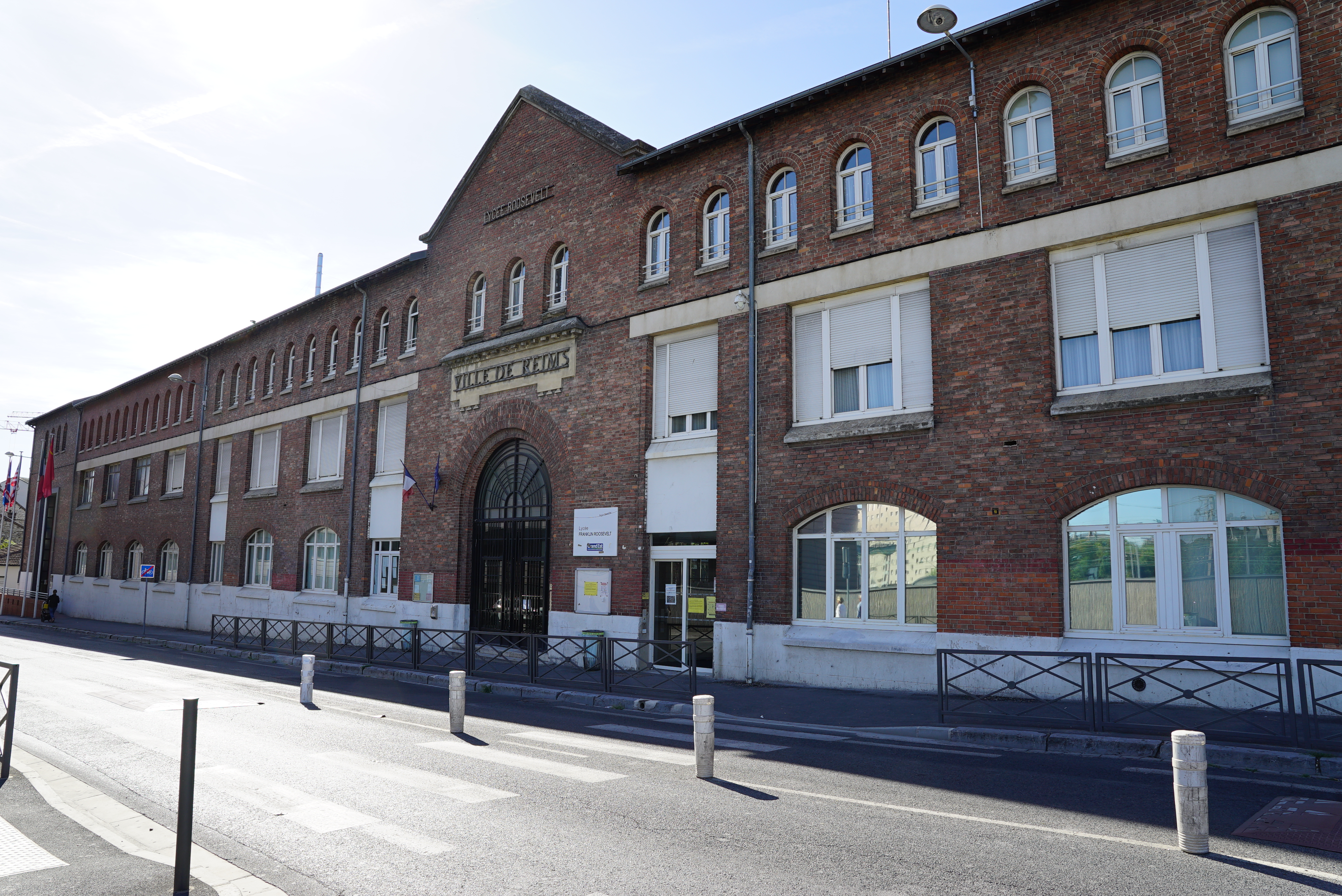
Facade du lycée Franklin-Roosevelt de Reims.
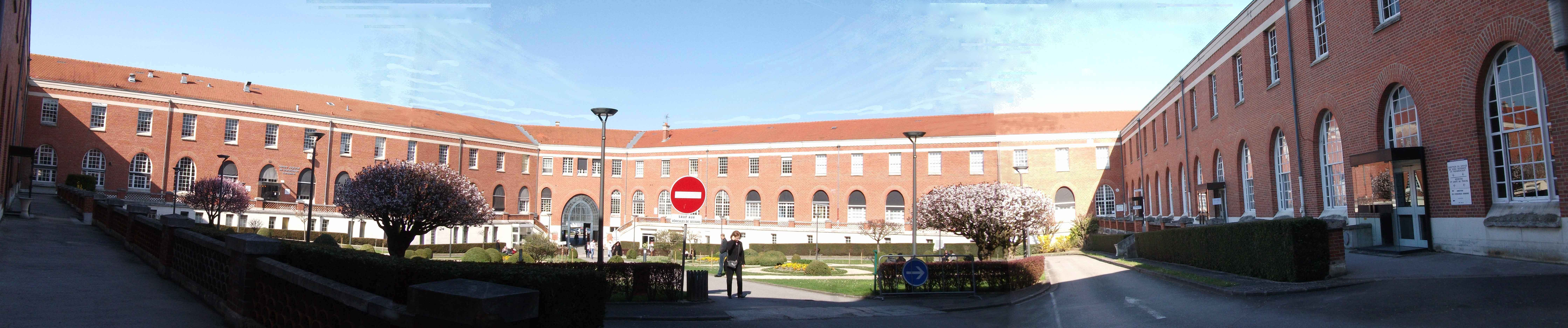
Hôpital Maison Blanche de Reims.